# برواليا أنبوبية طويلة
برواليا أنبوبية طويلة (الاسم العلمي:Browallia longitubulata)  هو نوع من النباتات يتبع جنس برواليا من الفصيلة الباذنجانية                            .	